# Arquidiócesis de Berlín
La arquidiócesis de Berlín (en latín: Archidioecesis Berolinensis y en alemán: Erzbistum Berlin) es una circunscripción eclesiástica de la Iglesia católica en Alemania. Se trata de una arquidiócesis latina, sede metropolitana de la provincia eclesiástica de Berlín. Desde el 8 de junio de 2015 su arzobispo es Heiner Koch.

## Territorio y organización

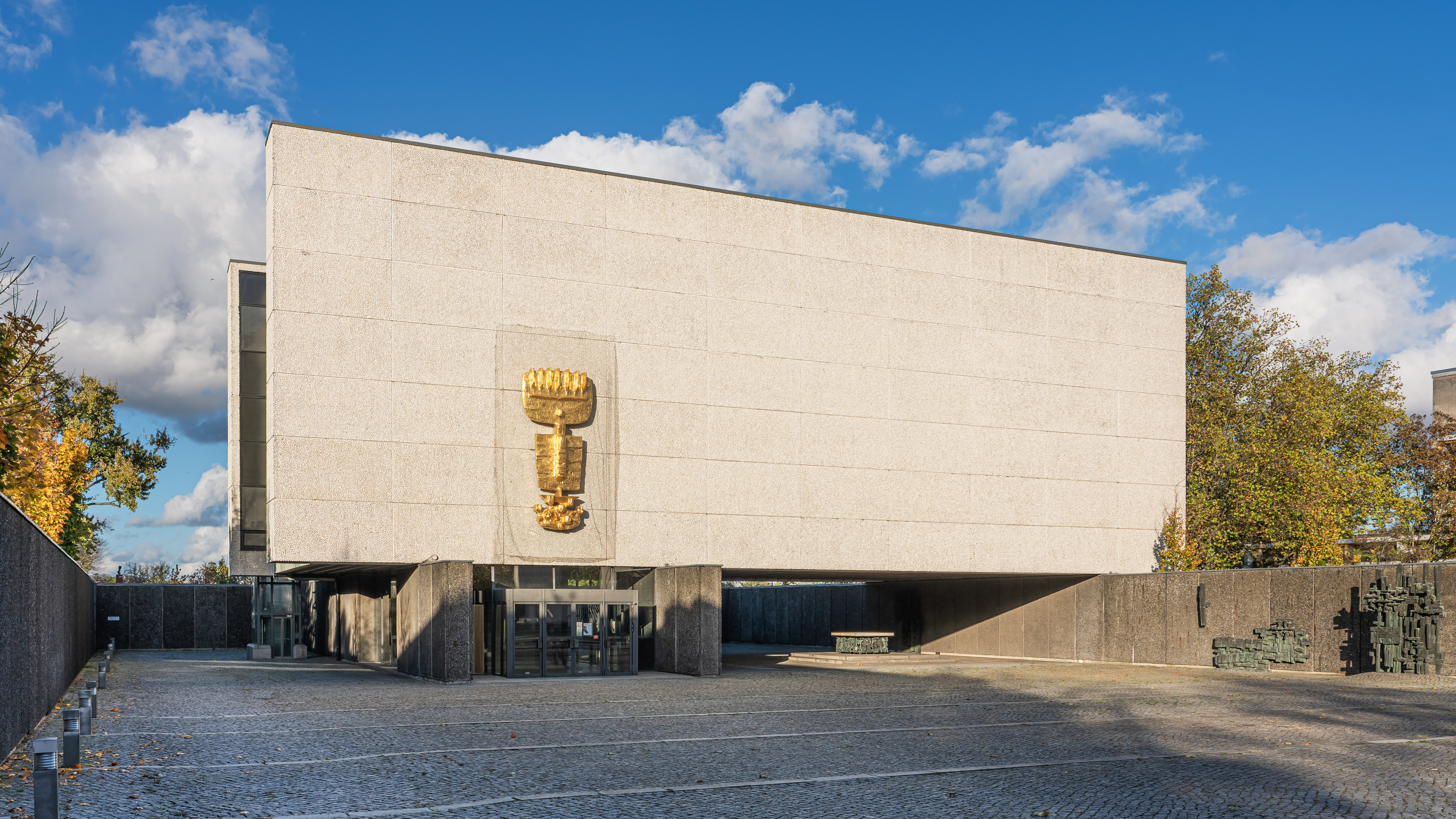
Iglesia carmelita Regina Martyrum, en Berlín

La arquidiócesis tiene 28 962 km² y extiende su jurisdicción sobre los fieles católicos de rito latino residentes en el estado de Berlín, la parte centro-septentrional del estado de Brandeburgo y la casi totalidad de Pomerania Occidental.

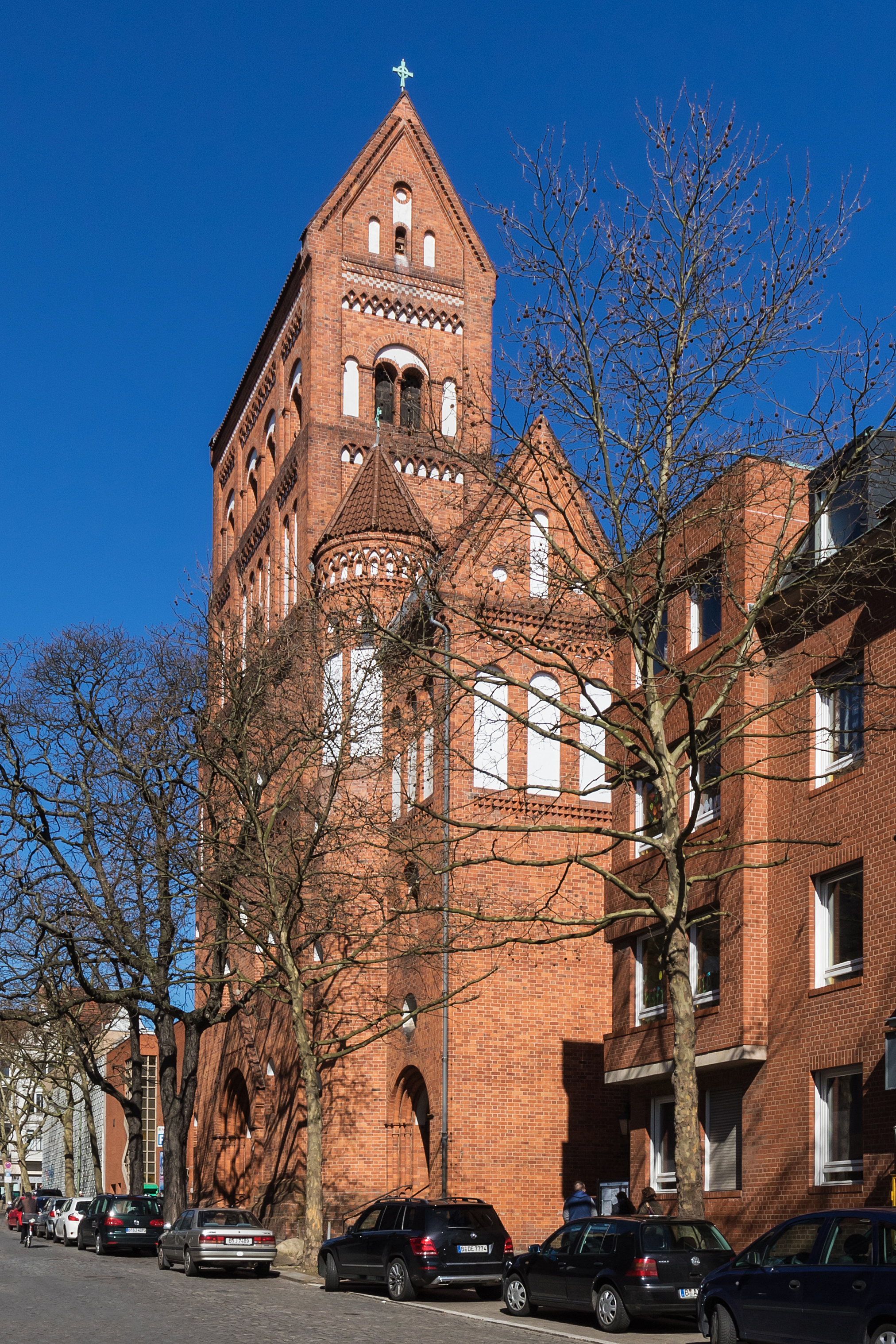
Basílica de Nuestra Señora del Rosario, en Berlín

La sede de la arquidiócesis se encuentra en la ciudad de Berlín, en donde se halla la Catedral de Santa Eduvigis (consagrada en 1773) y la basílica de Nuestra Señora del Rosario.

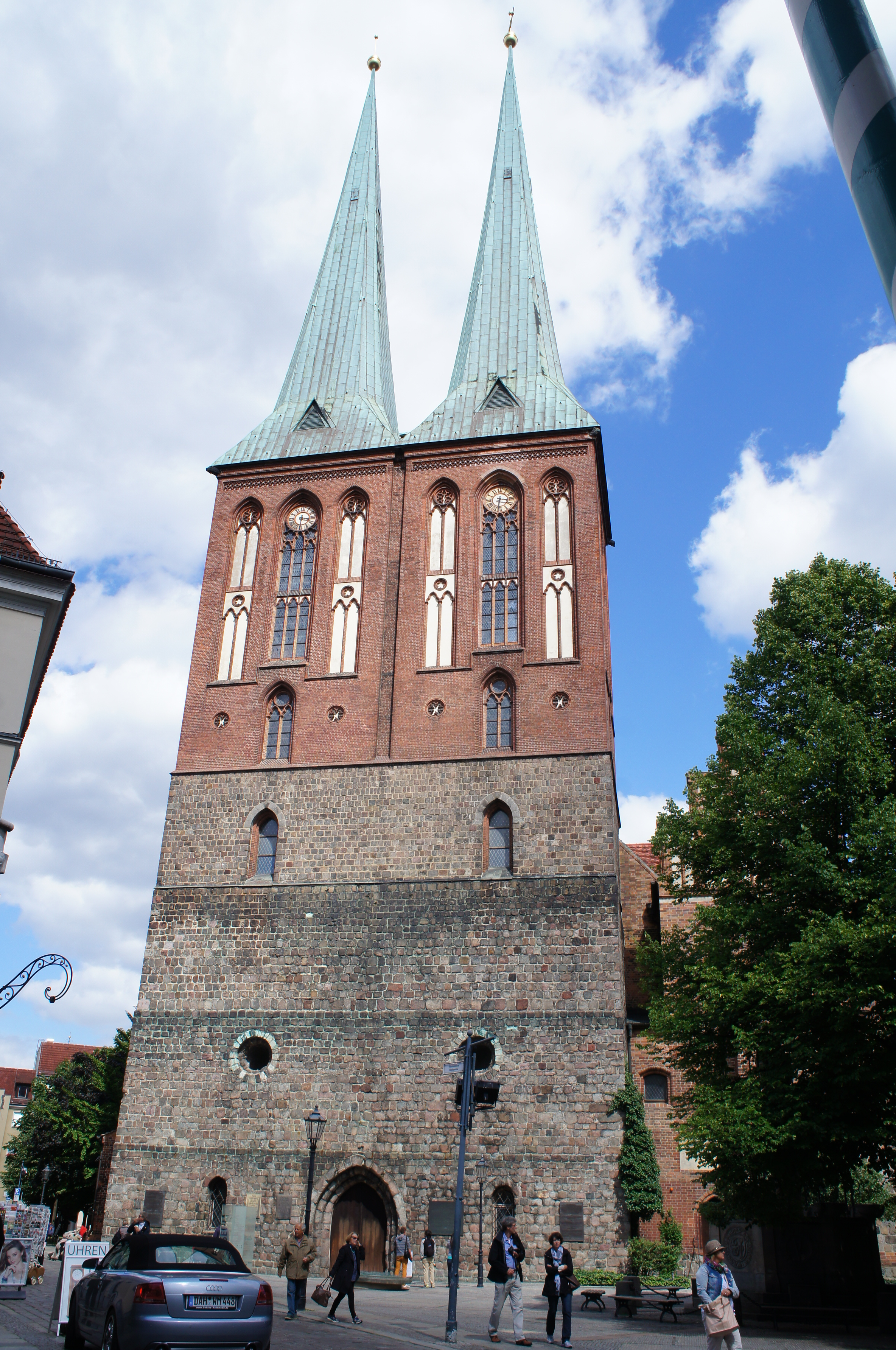
Iglesia de San Nicolás, la más antigua de Berlín, que desde la Reforma protestante pertenece a la Iglesia evangélica en Alemania

La arquidiócesis tiene como sufragáneas a las diócesis de Dresde-Meissen y de Görlitz.
En 2023 en la arquidiócesis existían 65 parroquias agrupadas en 17 decanatos: Berlín Mitte, Berlín Lichtenberg, Berlín Pankow, Berlín Charlottenburg-Wilmersdorf, Berlín Spandau, Berlín Steglitz-Zehlendorf, Berlín Tempelhof-Schöneberg, Berlín Neukölln, Berlín Treptow-Köpenick, Berlín Reinickendorf, Brandeburgo sulla Havel, Eberswalde, Fürstenwalde/Spree, Oranienburg, Potsdam-Luckenwalde, Pomerania Occidental y Wittenberge.

## Historia

### Antecedentes
La evangelización del territorio de la actual arquidiócesis de Berlín se remonta a la primera mitad del siglo XII y se debe a los viajes misioneros del obispo Otón de Bamberg. Originalmente estas tierras estaban sujetas a la jurisdicción de varias diócesis: Brandeburgo, Havelberg, Cammin, Lebus, Schwerin y Roskilde. Berlín pertenecía a la diócesis de Brandeburgo y ya en el siglo XIII contaba con tres iglesias parroquiales: San Nicolás (la más antigua), San Pedro y Santa María.
Durante la Reforma protestante Berlín pasó totalmente a la nueva confesión religiosa gracias a la labor de celosos predicadores luteranos y a las determinaciones del elector Joaquín II de Brandeburgo. El catolicismo fue extirpado con medidas restrictivas, especialmente durante el principado de Federico Guillermo I de Brandeburgo (1640-1688), quien también prohibió la práctica privada del catolicismo en Berlín y en toda la región; y aunque había capillas católicas en las embajadas de Austria y Francia, prohibió a los berlineses entrar en ellas y participar en las ceremonias católicas que allí se desarrollaban.
La situación de los católicos mejoró entre los siglos XVII y XVIII, cuando el príncipe Federico I de Prusia, en negociaciones con el emperador para ser reconocido como el primer rey de Prusia, tuvo que hacer concesiones. En 1701 el vicario apostólico de las Misiones del Norte, Agostino Steffani, pudo celebrar una misa en Berlín, pero no logró que se reconociera su jurisdicción sobre la ciudad; al año siguiente informó a la Congregación de Propaganda Fide que había unos 900 católicos en la capital prusiana.
En 1719 los católicos de Berlín obtuvieron de Federico Guillermo I un lugar para celebrar sus funciones religiosas, que fueron encomendadas por el rey al sacerdote dominico Torck, quien fue el primero en obtener de Federico II el título de preboste. Este rey, para hacerse amigo de sus súbditos católicos, especialmente los de la recién conquistada Silesia, hizo construir la iglesia de Santa Eduvigis entre 1746 y 1773, que obtuvo el título de parroquia, pero se sometió a la autoridad de los pastores protestantes. Desde el punto de vista legal, los católicos de Berlín y su región dependían del vicariato apostólico de Alta y Baja Sajonia hasta 1780 y luego nuevamente del de las Misiones del Norte, pero como sus vicarios nunca pudieron ejercer allí jurisdicción efectiva, en 1806 transfirieron sus derechos a los obispos de Breslavia.

### Delegación del principado episcopal de Breslavia para Brandeburgo y Pomerania
Tras un acuerdo con el rey protestante de Prusia, el 16 de julio de 1821, mediante la bula De salute animarum, el papa Pío VII reorganizó los distritos eclesiásticos católicos en el Reino de Prusia. La Baja Lusacia y, actualmente, la Alta Lusacia oriental silesia, anteriormente parte de la prefectura apostólica de Meissen, pasaron directamente al principado episcopal de Breslavia, mientras que el resto de Brandeburgo y Pomerania (excluyendo los distritos de Bütow y Lauenburg en Pomerania) pasaron a ser la delegación del principado episcopal de Breslavia para Brandeburgo y Pomerania. La delegación dependía de la diócesis de Breslavia, cuyos obispos eran sus administradores perpetuos; y los prebostes de la iglesia de Santa Eduvigis, en Berlín, en calidad de delegados (Fürstbischöfliche delegatur), se convirtieron en miembros del cabildo de la catedral de Breslavia por derecho. En 1909 la delegación, que cubría aproximadamente 60 000 km², estaba dividida en 8 arciprestazgos y 92 parroquias, con poco más de 440 000 católicos y 140 sacerdotes.

### Diócesis y arquidiócesis
El 19 de febrero de 1923 el papa Pío XI nombró al delegado Josef Deitmer como primer obispo auxiliar de Breslavia con sede en Berlín. Tras la abolición de la monarquía en 1929 se firmó el concordato prusiano con el Estado Libre de Prusia, que dispuso la elevación de la delegación a la diócesis de Berlín.
La diócesis de Berlín fue erigida el 13 de agosto de 1930 mediante la bula Pastoralis officii nostri del papa Pío XI con los territorios que habían pertenecido a la administración apostólica, a la vez suprimida. La iglesia de Santa Eduvigis se convirtió en la catedral de la nueva diócesis, que fue asignada a la provincia eclesiástica de la arquidiócesis de Breslavia.
Durante el período nacionalsocialista, el rector de la catedral, Bernhard Lichtenberg, fue arrestado y deportado al campo de concentración de Dachau por haber rezado por los judíos perseguidos; murió allí el 5 de septiembre de 1943 y fue beatificado por el papa Juan Pablo II el 23 de junio de 1996.
Al final de la Segunda Guerra Mundial la diócesis se vio dividida en dos por la nueva frontera estatal, la línea Oder-Neisse, que separó desde entonces Polonia de Alemania. La Santa Sede nombró administradores apostólicos para la parte polaca de la diócesis, hasta que se llegó a un acuerdo que permitió erigir en estos territorios el 28 de junio de 1972 las nuevas diócesis polacas de Szczecin-Kamień, Koszalin-Kołobrzeg y Gorzów mediante la bula Episcoporum Poloniae del papa Pablo VI.
Tras la división de Berlín en 1948 entre Berlín Oriental y Berlín Occidental el obispo podía moverse libremente por Berlín, pero necesitaba un permiso para cada viaje a la zona soviética y tenía que reportarse a la estación de policía local allí. La entrada a las áreas más allá del Óder y el Neisse le estaba "completamente prohibida". Con la caída del Muro de Berlín en 1989 y la reunificación alemana en 1990, las dos mitades de la ciudad volvieron a unirse.
El 27 de junio de 1994, mediante la bula Certiori christifidelium del papa Juan Pablo II, Berlín fue elevada al rango de arquidiócesis metropolitana, teniendo como sufragáneas a las diócesis de Görlitz y Dresden-Meißen.
La arquidiócesis recibió la visita del papa Benedicto XVI los días 22 y 23 de septiembre de 2011.

## Estadísticas
Según el Anuario Pontificio 2024 la arquidiócesis tenía a fines de 2023 un total de 416 300 fieles bautizados.
| Año                                                                             | Población            | Población | Población      | Sacerdotes | Sacerdotes    | Sacerdotes    | Bautizados por sacerdote | Diáconos permanentes | Religiosos | Religiosos | Parroquias |
| Año                                                                             | Bautizados católicos | Total     | % de católicos | Total      | Clero secular | Clero regular | Bautizados por sacerdote | Diáconos permanentes | Varones    | Mujeres    | Parroquias |
| ------------------------------------------------------------------------------- | -------------------- | --------- | -------------- | ---------- | ------------- | ------------- | ------------------------ | -------------------- | ---------- | ---------- | ---------- |
| 1950                                                                            | 657 358              | 6 897 872 | 9.5            | 478        | 350           | 128           | 1375                     |                      | 243        | 2225       | 255        |
| 1958                                                                            | 1 286 000            | 7 325 000 | 17.6           | 810        | 560           | 250           | 1587                     |                      | 230        | 2350       | 428        |
| 1970                                                                            | 474 012              | 6 184 245 | 7.7            | 487        | 342           | 145           | 973                      |                      | 208        | 1980       | 237        |
| 1980                                                                            | 434 275              | 6 000     | 7.2            | 494        | 353           | 141           | 879                      | 8                    | 183        | 1488       | 239        |
| 1990                                                                            | 436 183              | 4 720 000 | 9.2            | 427        | 315           | 112           | 1021                     | 15                   | 144        | 970        | 229        |
| 1999                                                                            | 417 665              | 5 600 000 | 7.5            | 420        | 287           | 133           | 994                      |                      | 176        | 854        | 135        |
| 2000                                                                            | 390 577              | 5 700 000 | 6.9            | 392        | 263           | 129           | 996                      | 25                   | 175        | 673        | 135        |
| 2001                                                                            | 385 770              | 5 700 000 | 6.8            | 423        | 276           | 147           | 911                      | 25                   | 195        | 650        | 138        |
| 2002                                                                            | 380 275              | 5 695 000 | 6.7            | 417        | 275           | 142           | 911                      | 25                   | 179        | 614        | 138        |
| 2003                                                                            | 377 526              | 5 690 000 | 6.6            | 431        | 290           | 141           | 875                      | 26                   | 168        | 599        | 136        |
| 2004                                                                            | 377 526              | 5 690 000 | 6.6            | 428        | 291           | 137           | 882                      | 27                   | 165        | 691        | 122        |
| 2006                                                                            | 386 279              | 5 700 000 | 6.8            | 396        | 282           | 114           | 975                      | 30                   | 147        | 626        | 94         |
| 2012                                                                            | 396 095              | 5 806 310 | 6.8            | 417        | 297           | 120           | 949                      | 32                   | 142        | 543        | 103        |
| 2015                                                                            | 408 953              | 5 730 485 | 7.1            | 429        | 308           | 121           | 953                      | 31                   | 146        | 487        | 103        |
| 2018                                                                            | 412 700              | 5 934 909 | 7.0            | 352        | 251           | 101           | 1172                     | 42                   | 125        | 433        | 103        |
| 2020                                                                            | 411 600              | 6 028 542 | 6.8            | 339        | 234           | 105           | 1214                     | 46                   | 129        | 413        | 99         |
| 2022                                                                            | 414 700              | 6 074 042 | 6.8            | 338        | 238           | 100           | 1226                     | 45                   | 119        | 378        | 75         |
| 2023                                                                            | 416 300              | 6 097 512 | 6.8            | 335        | 242           | 93            | 1242                     | 44                   | 113        | 327        | 65         |
| Fuente: Catholic-Hierarchy, que a su vez toma los datos del Anuario Pontificio. |                      |           |                |            |               |               |                          |                      |            |            |            |

## Episcopologio

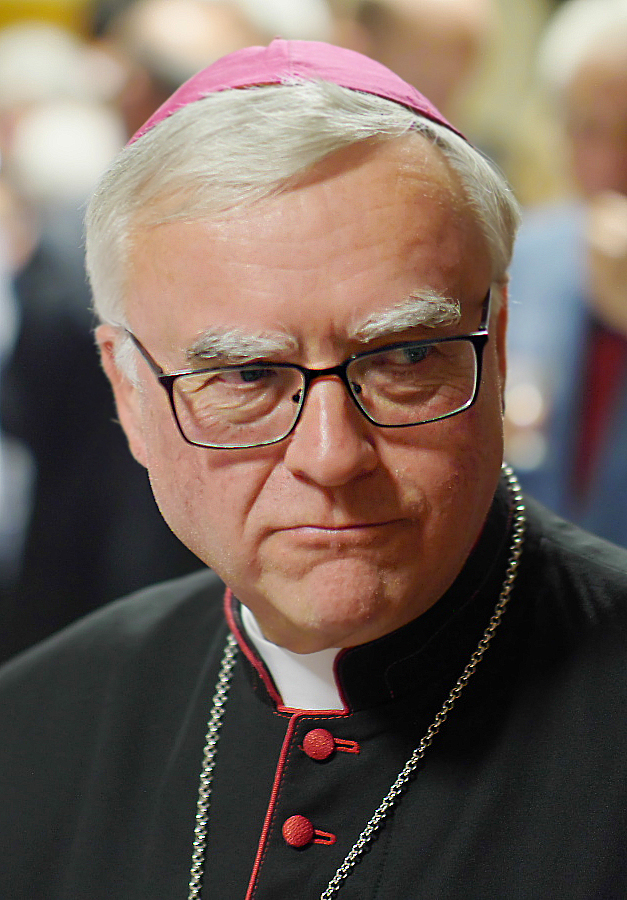
Heiner Koch, arzobispo de Berlín desde 2015

- Christian Schreiber † (13 de agosto de 1930-1 de septiembre de 1933 falleció)
- Nikolaus Bares † (21 de diciembre de 1933-1 de marzo de 1935 falleció)
- Konrad von Preysing Lichtenegg Moos † (5 de julio de 1935-21 de diciembre de 1950 falleció)
- Wilhelm Weskamm † (29 de mayo de 1951-21 de agosto de 1956 falleció)
- Julius August Döpfner † (15 de enero de 1957-3 de julio de 1961 nombrado arzobispo de Múnich y Frisinga)
- Alfred Bengsch † (16 de agosto de 1961-13 de diciembre de 1979 falleció)
- Joachim Meisner † (22 de abril de 1980-20 de diciembre de 1988 nombrado arzobispo de Colonia)
- Georg Maximilian Sterzinsky † (28 de mayo de 1989-24 de febrero de 2011 retirado)
- Rainer Maria Woelki (2 de julio de 2011-11 de julio de 2014 nombrado arzobispo de Colonia)
- Heiner Koch, desde el 8 de junio de 2015